# Beyond Vision
 (avril 2024).
 (avril 2024).
La mise en forme du texte ne suit pas les recommandations de Wikipédia : il faut le « wikifier ».
Les points d'amélioration suivants sont les cas les plus fréquents. Le détail des points à revoir est peut-être précisé sur la page de discussion.
- Les titres sont pré-formatés par le logiciel. Ils ne sont ni en capitales, ni en gras.
- Le texte ne doit pas être écrit en capitales (les noms de famille non plus), ni en gras, ni en italique, ni en « petit »…
- Le gras n'est utilisé que pour surligner le titre de l'article dans l'introduction, une seule fois.
- L'italique est rarement utilisé : mots en langue étrangère, titres d'œuvres, noms de bateaux, etc.
- Les citations ne sont pas en italique mais en corps de texte normal. Elles sont entourées par des guillemets français : « et ».
- Les listes à puces sont à éviter, des paragraphes rédigés étant largement préférés. Les tableaux sont à réserver à la présentation de données structurées (résultats, etc.).
- Les appels de note de bas de page (petits chiffres en exposant, introduits par l'outil «  Source ») sont à placer entre la fin de phrase et le point final[comme ça].
- Les liens internes (vers d'autres articles de Wikipédia) sont à choisir avec parcimonie. Créez des liens vers des articles approfondissant le sujet. Les termes génériques sans rapport avec le sujet sont à éviter, ainsi que les répétitions de liens vers un même terme.
- Les liens externes sont à placer uniquement dans une section « Liens externes », à la fin de l'article. Ces liens sont à choisir avec parcimonie suivant les règles définies. Si un lien sert de source à l'article, son insertion dans le texte est à faire par les notes de bas de page.
- La présentation des références doit suivre les conventions bibliographiques. Il est recommandé d'utiliser les modèles {{Ouvrage}}, {{Chapitre}}, {{Article}}, {{Lien web}} et/ou {{Bibliographie}}. Le mode d'édition visuel peut mettre en forme automatiquement les références.
- Insérer une infobox (cadre d'informations à droite) n'est pas obligatoire pour parachever la mise en page.

Pour une aide détaillée, merci de consulter Aide:Wikification.
Si vous pensez que ces points ont été résolus, vous pouvez retirer ce bandeau et améliorer la mise en forme d'un autre article.
Beyond Vision (BV) - Autonomous Mobile Augmented Reality Systems, Lda est une entreprise technologique spécialisée dans le développement de véhicules aériens sans pilote (UAV) et de solutions connexes,. L'accent mis par l'entreprise sur l'innovation a conduit au développement de nouveaux avions utilisant plusieurs systèmes de communication, notamment Herelink, LoRa, 4G et 5G, ainsi qu'à l'intégration de l'intelligence artificielle. La société a également développé une plateforme de gestion des actifs cloud appelée beXStream, qui combine des systèmes d'IA avec l'automatisation conventionnelle pour aider à gérer et optimiser les actifs sur le terrain,. Beyond Vision a reçu divers financements et récompenses, spécifiquement des financements de projets de l'Union européenne (UE) tels que Horizon2020, qui ont permis à l'entreprise de poursuivre sa recherche et son développement,,,,.

## Histoire
Beyond Vision a été fondée en août 2013 au Portugal par une équipe d’experts en génie électrique et informatique du groupe PDM,. Au fil des années, l'entreprise a développé des applications liées à l'agriculture de précision, aux infrastructures, à l'inspection de conduits et de lignes électriques, à la surveillance et à la prévention des incendies, entre autres,,. Le drone phare de Beyond Vision, le HEIFU, est un hexacoptère de classe 3 capable de transporter jusqu'à 6 kg de charge utile, qui comprend une large gamme de capteurs et peut effectuer des missions entièrement autonomes grâce à l'ordinateur de bord et à un contrôleur de vol innovant,. En 2022, Beyond Vision a ajouté un drone hybride à sa gamme de produits VTOne, un VTOL (Vertical Take-Off and Landing) qui permet une plus grande autonomie dans les missions de surveillance et de longue portée, tout en conservant les capacités les plus importantes de l'hexacoptère HEIFU,,. Ces drones sont conçus selon les directives de l'OTAN et intègrent également la technologie d'intelligence artificielle (IA), qui permet des fonctionnalités avancées telles que les vols autonomes et la détection et le suivi d'obstacles,,,,,.

## Distinctions et récompenses
- Altice - Innovation internationale[25],[26]
- NOS - Monde des startups[27],[28]
- Microsoft - Monde des startups[28]
- Altice - Défi IoT[11],[29]
- Visao - Os Melhores & As Maiores do Portugal Tecnológico[30]
- EDP - Energy Starter[31]